# Alla Bahijanz
Alla Mikolajiwna Bahijanz (ukrainisch Алла Миколаївна Багіянц, russisch Алла Николаевна Багиянц/Alla Nikolajewna Bagijanz, englische Transkription Alla Bagiyants; * 30. November 1938 in Charkiw) ist eine ehemalige sowjetische Radrennfahrerin.

## Sportlicher Werdegang
Ihre sportliche Laufbahn begann Bahijanz bei Dynamo Charkiw. Zunächst auf der Straße aktiv, wechselte sie später auf die Bahn. 1960 heiratete sie ihren Trainer Albert Bahijanz. Von 1966 bis 1968 stand sie mehrfach auf dem Podium der sowjetischen Meisterschaften im Sprint und Zeitfahren. 1968 gewann sie den Pokal der UdSSR und wurde für die Bahnradsport-Weltmeisterschaften 1968 in Rom nominiert. Dort erzielte sie den größten Erfolg ihrer Karriere, als sie im Sprintfinale ihre Landsfrau Iryna Kyrytschenko bezwang und sich den Weltmeistertitel sicherte. 1969 wurde sie sowjetische Meisterin in der Mannschaftsverfolgung.
1971 wurde Bahijanz Mutter einer Tochter. Danach kehrte sie bis Ende der 1980er Jahre in den Radsport zurück, konnte aber nicht mehr an die vorherigen Ergebnisse anknüpfen. 1980 war sie Fackelträgerin beim Fackellauf der Olympischen Sommerspiele in Moskau.
Bahijanz studierte Pädagogik an der Pädagogischen Hochschule in Charkiw. Nach ihrem Karriereende arbeitete sie an der Staatlichen Akademie für Körperkultur in Charkiw am Lehrstuhl für Wintersport, Radsport und Tourismus.

## Ehrungen
- 1968 – Verdienter Meister des Sports der UdSSR

## Erfolge
1968
- Weltmeisterin – Sprint

1969
- Sowjetische Meisterin – Mannschaftsverfolgung